# روزاريو رودريغيز ماريا
روزاريو رودريغيز ماريا (بالإسبانية: Rosario Rodriguez Maria)‏ هي دراجة إسبانية، ولدت في 11 يونيو 1982 في إسبانيا.

## وصلات خارجية
- روزاريو رودريغيز ماريا على موقع الاتحاد الدولي للدراجات (الإنجليزية)
- روزاريو رودريغيز ماريا على موقع الاتحاد الدولي للدراجات (الإنجليزية)
- روزاريو رودريغيز ماريا على موقع إحصائيات الدراجات الإحترافية (الإنجليزية)
- روزاريو رودريغيز ماريا على موقع نسبة الدراجات (الإنجليزية)